# John Akii-Bua

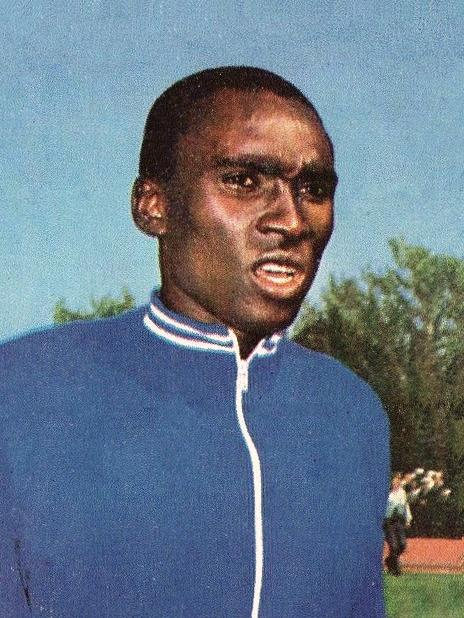
John Akii-Bua (1972)

John Akii-Bua (* 3. Dezember 1949 in Lira; † 20. Juni 1997 in Kampala) war ein ugandischer Leichtathlet. Akii-Bua lief bei den Olympischen Spielen 1972 in München die 400 Meter Hürden der Männer in der Weltrekordzeit von 47,82 s und siegte als erster Ugander bei den Olympischen Spielen.

## Karriere
1970 war der aus dem Volk der Langi stammende Akii-Bua in 51,14 s Vierter über 400 Meter Hürden bei den British Commonwealth Games in Edinburgh geworden.
Bei den Olympischen Spielen 1972 in München gewann er den 400-Meter-Hürdenlauf der Männer in neuer Weltrekordzeit von 47,82 s. Er war damit der erste Athlet, der die Strecke unter 48 Sekunden bewältigte. Zweiter wurde mit über eine halben Sekunde Rückstand der als Weltjahresbester favorisierte Ralph Mann aus den Vereinigten Staaten, dritter der britische Weltrekordhalter und Olympiasieger von 1968 David Hemery. 1973 siegte Akii-Bua bei den Afrikaspielen.
Das Regime von Diktator Idi Amin zollte dem Ausnahmeathleten jedoch keinen Respekt, sondern versuchte die Erfolge des populären Athleten zu verschweigen. Akii-Bua wollte sich nicht als sportliches Aushängeschild der politischen Führung unter Leitung Idi Amins einspannen lassen, erhielt sogar Hausarrest. Hintergrund war dabei, dass der muslimische Staatspräsident Christen ermorden ließ und Akii-Bua Christ war.
Bei den Olympischen Spielen 1976 in Montreal konnte er nicht starten, da sämtliche afrikanischen Länder die Spiele boykottierten. In der Folgezeit wurde Akii-Bua inhaftiert, zeitweise galt er als tot. Nur zu den Afrikaspielen 1978, bei denen er Silber gewann, wurde ihm ein Auslandsstart gestattet. Während der Wirren beim Sturz Amins flüchtete er nach Nairobi, wo er zunächst von der kenianischen Regierung interniert wurde. 1979 kam er nach Deutschland, der Stätte seines größten Erfolges, und lebte in Herzogenaurach. Akii-Bua erwog, sich um die deutsche Staatsbürgerschaft zu bemühen. Er startete bei den Olympischen Spielen 1980 in Moskau für Uganda. Über 400 Meter Hürden schied er in 51,10 s im Zwischenlauf aus. Auch in der 4-mal-400-Meter-Staffel erreichte er nicht das Finale.
Ende Juni 1997 wurde Akii-Bua, inzwischen verwitwet und elffacher Vater, mit starken Unterleibsschmerzen in das Mulago Hospital in Kampala eingeliefert, wo er wenig später, vermutlich an einer Magenkrebserkrankung, starb. In seiner Heimat wurde ihm ein Staatsbegräbnis bereitet.

## Sonstiges
John Akii-Bua gilt als „Erfinder“ der Ehrenrunde, da er 1972 nach seinem Sieg im 400-Meter-Hürdenlauf bei den Olympischen Sommerspielen 1972 in München als erster Athlet im Anschluss eine Stadionrunde absolvierte.
Erst 40 Jahre später holte Stephen Kiprotich beim Marathon der Olympischen Spiele 2012 in London die zweite olympische Goldmedaille für Uganda.

## Bestleistungen
- 400 Meter: 45,82 s (1976)
- 400 Meter Hürden: 47,82 s (1972, Weltrekord)
- Zehnkampf: 6933 Punkte (1971)